# Aleksiej Junin
Aleksiej Władimirowicz Junin (ros. Алексей Владимирович Юнин; ur. 5 sierpnia 1985) – rosyjski łyżwiarz szybki, brązowy medalista mistrzostw świata.

## Kariera
Pierwszy raz na arenie międzynarodowej Aleksiej Junin pojawił się w 2004 roku, kiedy wspólnie z kolegami z reprezentacji zajął czwarte miejsce w biegu drużynowym podczas mistrzostw świata juniorów w Roseville. Na rozgrywanych rok później mistrzostwach świata juniorów w Seinäjoki zajął 31. miejsce w wieloboju, a w biegu drużynowym był szósty. Największy sukces osiągnął na dystansowych mistrzostwach świata w Salt Lake City w 2007 roku, gdzie razem z Jewgienijem Łalenkowem i Iwanem Skobriewem zdobył brązowy medal w drużynie. Był to jedyny medal wywalczony przez niego na imprezie tej rangi. W tej samej konkurencji Rosjanie z Juninem w składzie zajęli siódme miejsce podczas mistrzostw świata w Nagano w 2008 roku. Nigdy nie stanął na podium indywidualnych zawodów Pucharu Świata, jednak w drużynie dokonał tego trzykrotnie. Najlepsze wyniki osiągnął w sezonie 2007/2008, kiedy zajął 31. miejsce w klasyfikacji końcowej 5000/10 000 m. Nigdy nie wystąpił na igrzyskach olimpijskich. W 2008 roku zakończył karierę.